# Старые Кукуецы
Старые Кукуецы (рум. Cucuieţii Vechi, Кукуеций Векь) — село в Рышканском районе Молдавии. Наряду с сёлами Александрешты, Новые Кукуецы и Иванешты входит в состав коммуны Александрешты.

## География
Село расположено на высоте 134 метров над уровнем моря.

## Население
По данным переписи населения 2004 года, в селе Кукуеций Векь проживает 457 человек (225 мужчин, 232 женщины).
Этнический состав села:
| Национальность | Число жителей | Процентный состав |
| -------------- | ------------- | ----------------- |
| молдаване      | 449           | 98.25             |
| русские        | 6             | 1.31              |
| украинцы       | 1             | 0.22              |
| румыны         | 1             | 0.22              |
| Всего          | 457           | 100%              |